# Volketswil
Volketswil je město v kantonu Curych ve Švýcarsku. Žije zde přibližně 19 tisíc obyvatel.

## Geografie
Volketswil leží v centru kantonu Curych a se svou rozlohou 14,04 km² je po Mauru, Eggu a Usteru čtvrtou největší obcí v okrese Uster. Volketswil leží v horní části údolí Glatttal, na hranici Curyšské vysočiny, mezi Dübendorfem a Usterem, severně od jezera Greifensee. K obci patří osady Hegnau, Zimikon, Kindhausen a Gutenswil. Volketswil leží 12 kilometrů vzdušnou čarou od Curychu.
Největší část území obce zabírají zemědělské plochy, které tvoří 36,6 %. Dalších 24,5 % tvoří lesy, 28,0 % zastavěná plocha, 9,4 % dopravní plochy, 0,4 % vodní plochy a 1,1 % neproduktivní plochy (stav v roce 2018).
Sousedními obcemi Volketswilu jsou od severu proti směru hodinových ručiček Wangen-Brüttisellen, Dübendorf, Schwerzenbach, Greifensee a Uster v okrese Uster a Fehraltorf, Illnau-Effretikon, Lindau v okrese Pfäffikon.

## Historie

Letecký pohled (1922)

Mezi lety 3000 př. n. l. a 1800 př. n. l., během neolitu, byla oblast kolem Volketswilu pravděpodobně osídlena. Nález bronzového meče v Zimikonu naznačuje, že tato oblast byla osídlena i v době bronzové. Nálezy mincí ve Volketswilu a také ruiny vily postavené podle římského vzoru na „Hutzlen“ svědčí o osídlení okolí Volketswilu během Římské říše.
Mezi lety 400 a 500 n. l. sem přicházeli Alamani. Většina názvů dnešních vesnic pravděpodobně pochází z této doby (například Zimikon se jmenoval Ziminghovun, což znamená „u dvora muže jménem Zima“). Názvy vesnic s koncovkou „wilare“ vznikly v 6./7. století. V roce 904 je Volketswil poprvé zmíněn v listině o darování majetku klášteru St. Gallen jako Folcharteswilare. Ve 14. století byla postavena kaple, později reformovaný kostel, zasvěcený svaté Agátě.
Město Curych koupilo v roce 1402 panství Greifensee s Hegnau, v roce 1424 panství Kyburg s Volketswilem, Gutenswilem, Zimikon a Kindhausen. V roce 1638 byla založena vlastní farnost Volketswil. V roce 1767 byl Gutenswil přeřazen z Usteru do farnosti Volketswil. Reformovaný kostel byl proto rozšířen o přístavbu („Gutenswiler Kirche“) na západní straně. Během helvétské revoluce v roce 1798 patřil Volketswil nově k okresu Uster (v letech 1815–1831 krátce k okrsku Greifensee) v nově vytvořeném kantonu Curych. O rok později prošlo vesnicí Volketswil během helvétských válečných nepokojů 5 000 ruských císařských vojáků.
Při požáru vesnice v Gutenswilu v roce 1803 přišlo 205 lidí o svůj majetek. V důsledku krize v domácím tkalcovství v roce 1900 klesl počet obyvatel Volketswilu na 1515. V roce 1932 se pět vesnic Volketswil, Hegnau, Zimikon, Kindhausen a Gutenswil spojilo do obce Volketswil. Rozhodnutí spolkového soudu vedlo v roce 1967 k zónování oblasti Sunnebüel. Následoval stavební boom. V roce 1968 vznikla zástavba Göhner Sunnebüel.

## Obyvatelstvo
| Rok            | 1634 | 1738 | 1850 | 1900 | 1950 | 1980   | 2000   | 2010   | 2020   |
| Počet obyvatel | 405  | 1095 | 2028 | 1515 | 1844 | 10 033 | 14 005 | 17 412 | 18 851 |

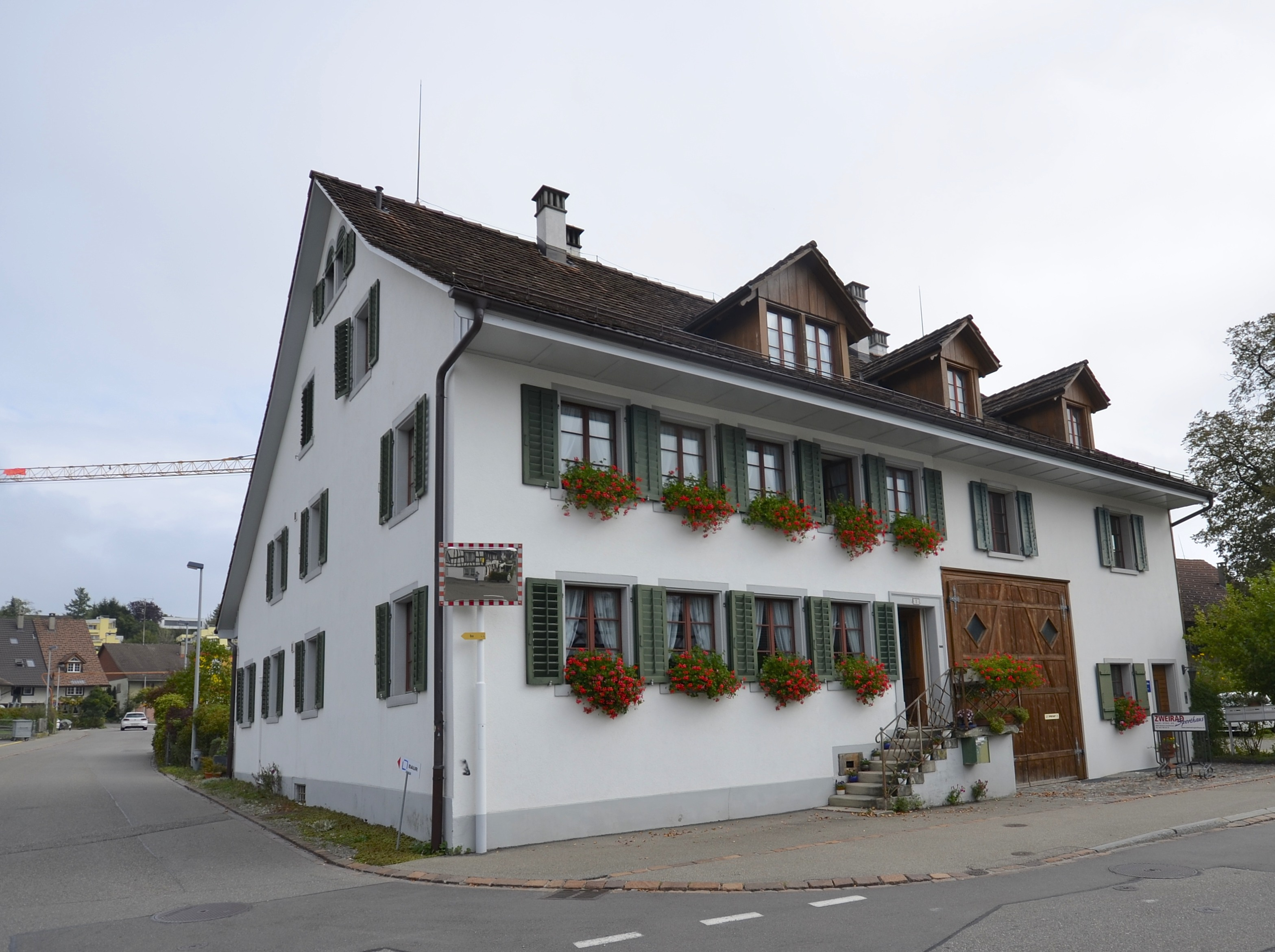
Tradiční zástavba ve městě

Podíl cizinců (obyvatel s trvalým pobytem bez švýcarského občanství) činil v roce 2022 26,3 % (5222 osob).

### Náboženství
Volketswil se nachází v převážně reformovaném kantonu Curych (24,5 % oproti 22,9 % římskokatolického obyvatelstva), čemuž odpovídá také zastoupení těchto církví v populaci města. V roce 2022 se k evangelické reformované církvi hlásilo 23,7 % obyvatel, k římskokatolické 23,1 % a 53,2 % obyvatel mělo jinou nebo žádnou konfesní příslušnost.

## Hospodářství

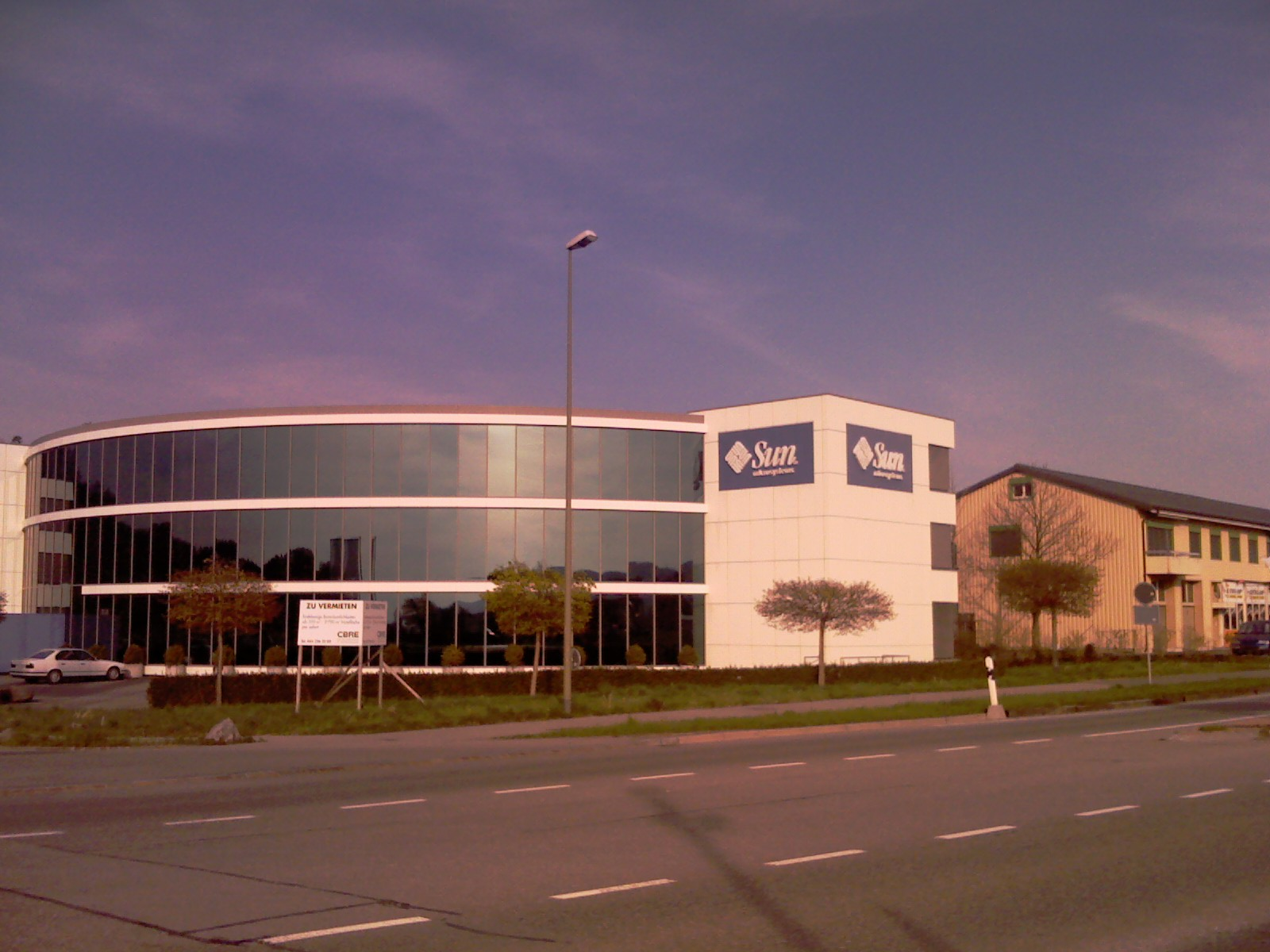
Sídla společností ve Volketswilu

Blízkost měst Curych, Winterthur a Uster, stejně jako letiště Curych a dobře rozvinutá infrastruktura činí z Volketswilu významné hospodářské centrum v horní části údolí Glatttal. Přibližně 1200 zde sídlících podniků zaměstnává přes 11 000 pracovníků, převážně v průmyslovém a služebním sektoru. V posledních desetiletích se ve Volketswilu usídlila řada nákupních center a specializovaných obchodů.
Každé tři roky v říjnu se koná veletrh Volketswiler Gewerbemesse (VOGA), na kterém jsou zastoupeny různé podniky z okolí. Každý čtvrtek se na náměstí před radnicí koná týdenní trh, dále jarní a podzimní trh, dýňový festival a vánoční trh.

## Doprava
Volketswil je jednou z nejlidnatějších obcí Švýcarska, která nemá vlastní nádraží. Volketswil je však dobře dostupný díky třem okolním nádražím Effretikon, Uster a Schwerzenbach. Napojení obce na síť veřejné dopravy zajišťují autobusové linky.
V roce 1840 byla postavena státní silnice N34 ze Schwamendingenu přes Uster do Hinwilu. Trasa silnice vede přímo středem Hegnau. Silnice existuje dosud.
Obec je napojena na bývalou kantonální dálnici A53, dnes A15 (Oberlandautobahn), s oběma napojeními Hegnau a Volketswil. Vede do Usteru nebo do Brüttisellenu na dálnici A1.

## Osobnosti
- Dean Kukan (* 1999), hokejista